# Dan Peek
Daniel Milton Peek, detto Dan (Panama City, 1º novembre 1950 – Farmington, 24 luglio 2011), è stato un cantante e musicista statunitense, membro fondatore del gruppo America.

## Biografia
Nato in Florida, si è trasferito a Londra (Inghilterra) nel 1963 e qui ha incontrato Gerry Beckley e Dewey Bunnell, con cui ha fondato gli America tra il 1969 e il 1970. All'interno del gruppo Peek ha suonato chitarra, basso, tastiere e armonica, oltre che fornire la voce.
Nel 1977 ha lasciato gli America per dedicarsi al genere Christian pop, pubblicando l'album All Things Are Possible. Ha pubblicato un altro album da solista nel 1984 e poi ha raramente inciso. Negli anni '90 ha vissuto quasi in isolamento sull'isola Grand Cayman.
Nel 2004 ha pubblicato un'autobiografia (An American Band: The America Story) in cui ha parlato dell'abuso di droga e di alcol, del successo avuto dagli America e del suo percorso spirituale.
È deceduto a causa di una pericardite nel luglio 2011 all'età di 60 anni. Si trovava in Missouri.
Come membro degli America è stato inserito nella Hollywood Walk of Fame nel febbraio 2012.
Tra il 2010 e il 2011 collabora con una Band Italiana formata da 3 fratelli: Lorenzo, Carlo e Andrea Lenzini. Il nome della Band è LAREDO. Con loro fa il testo di "Living on your memory " (Laredo- Peek) e ripropongono "Endless Flight"Da lì nasce una grande amicizia.